# Oxytropis politovii
Oxytropis politovii là một loài thực vật có hoa trong họ Đậu. Loài này được Sumnev. miêu tả khoa học đầu tiên.